# Edelsteine (Film)
Edelsteine ist ein deutsches Stummfilmdrama aus dem Jahre 1918. Die Hauptrolle spielte Henny Porten.

## Handlung
Maddalena Dergan, Nichte des alten Antiquars und Geldverleihers Dergan, ist mit Pieter Swandam verlobt. Eines Tages lernt sie den schmucken Grafen Forrest kennen und verliebt sich in ihn. Graf Forrest ist in Geldnöten und muss daher beim alten Dergan ein Diadem, ein altes Familienerbstück, beleihen. Als der alte Dergan stirbt, zieht es Maddalena endgültig zum Grafen und lässt sich von dessen Frau als Gesellschafterin einstellen, um ihrer Liebe nahe zu sein. Auch sie stirbt bald, und so ist für Maddalena der Weg frei, die nächste Gräfin Forrest zu werden. Ihre Sucht nach Besitz und Reichtum in Form von Edelsteinen weiht sie aber bald dem Untergang. Kaum verheiratet, begeht Maddalena in einem Anfall von tiefer Verzweiflung Selbstmord.

## Produktionsnotizen
Edelsteine entstand im Winter 1917/18 im Messter-Film Atelier in Berlins Blücherstraße 32. Der vieraktige Film war je nach Fassung 1425 (Original 1918) bzw. 1250 (Neuzensur 1921) Meter lang und wurde im Februar 1918 der deutschen Zensur vorgelegt. Die Uraufführung in Berlin fand am 15. Februar 1918 im Berliner Mozartsaal statt.
Die Filmbauten schuf Ludwig Kainer.

## Kritik
In Paimann’s Filmlisten ist zu lesen: „Stoff mysteriös. Spiel ausgezeichnet. Photos und Szenerie sehr gut.“